# Lumea lui Rocannon
Lumea lui Rocannon (1966) (titlu original Rocannon's World) este primul roman al scriitoarei americane Ursula K. Le Guin. A fost publicat în 1966 de editura Ace într-un volum dublu, împreună cu The Kar-Chee Reign a lui Avram Davidson. Deși este una dintre cărțile aparținând universului Hainish, narațiunea conține o serie de elemente aparținând genului fantezie eroică. În călătoria sa pe o planetă înapoiată, Rocannon întâlnește lorzi care trăiesc în castele și poartă săbii, precum și alte rase asemănătoare zânelor și piticilor. Romanul poate fi catalogat ca science fantasy sau planetary romance.
În acest roman apare termenul ansiblu, care desemnează un aparat ce permite comunicarea cu viteze superluminice. El a ajuns să fie folosit ulterior în opere ale altor autori, devenind parte a canonului SF.

## Intruga

### Povestea lui Semley
Romanul este precedat de o povestire denumită "Colierul" care a fost publicată prima oară în revista americană Amazing Stories (septembrie 1964). O femeie tânără pe nume Semley se urcă într-o cursă spațială de pe planeta ei care nu este numită, dar este descrisă ca fiind primitivă tehnologic, călătorind spre un muzeu pentru a recupera o bijuterie de familie. Ea nu-și dă seama că, în timp ce călătoria va fi de scurtă durată pentru pasageri, mai mulți ani vor trece pe planeta ei. Ea se reîntoarce și o găsește pe fiica ei în vârsta, iar pe soțul ei deja mort.
Narațiunea combină basmul de tip Rip Van Winkle — în care o persoană călătorește sub pământ în compania piticilor și elfilor, petrecând aparent o scurtă perioadă de timp, dar descoperind, la întoarcere, că au trecut multe generații - cu science fiction-ul modern care duce la același rezultat prin intermediul relativității și al călătoriei cu viteze apropiate de cea a luminii.
În carte, "piticii" trăiesc sub pământ și au o societate industrială de început care, spre deosebire de societățile industriale din istoria omenirii, nu interferează cu societățile mai puțin dezvoltate de la suprafață. Societatea interstelară a ecumenilor a pus la dispoziția piticilor o navă spațială automată, prin intermediul căreia călătorește Semley. Ea pătrunde într-un tunel al piticilor, asemenea lui Rip van Winkle, din care efectuează zborul - revenind după o generație (șaisprezece ani) datorită dilatării temporale cauzate relativiste.

### Povestea lui Rocannon
Romanul prezintă viața lui Rocannon, un etnolog care o întâlnește pe Semley la muzeu. Mai târziu el va merge într-o misiune etnologică pe planeta ei, o lume care până în acel moment se aflase sub embargou la explorare, pentru a proteja culturile native. El nu știe că pe planetă se află o bază a unui dușman al Ligii Tuturor Lumilor - o lume tânără numită Faraday, pornită într-un război interstelar de cucerire și care a ales această lume "primitivă" ca locație pentru baza sa secretă. După ce inamicul îi distruge nava și îi omoară însoțitorii, Rocannon pornește în căutarea bazei acestuia, pentru a alerta Liga prin intermediul sistemului de comunicare cu viteza luminii aflat acolo.
Deoarece mijlocul său avansat de transport a fost distrus, el trebuie să călătorească folosind alte moduri (pe spatele unor uriașe pisici zburătoare, cu barca sau pe jos). Călătoria sa îndelungată și primejdioasă, în care e însoțit de companionii loiali din Angyar, o cultură feudală locală, îl poartă prin multe ținuturi, în care întâlnește diferite culturi și specii și înfruntă numeroase pericole. Pe măsură ce narațiunea progresează, aceste lucruri au un impact tot mai puternic asupta personalității sale, apropiindu-l de cultura planetei și schimbând sofisticatul om interstelar care fusese. 
În cele din urmă, după ce a străbătut jumătate din glob, ajunge la ascunzătoarea dușmanului, aflată într-un teritoriu ocupat de rude îndepărtate ale celor din Angyar, pe continentul nordic. Rocannon părăsește rolul de erou al Epocii Bronzului, în care fusese împins tot mai mult în carte, redevenind operatorul plin de resurse al unei civilizații interstelare. Infiltrându-se în baza inamică, el îi folosește ansiblul (aparat de comunicare instantanee) pentru a-și alerta poporul. O navă fără echipaj (deoarece viața nu poate supraviețui călătoriei cu viteze superluminice în universul Hainish) distruge instalația, după evadarea lui Rocannon.
După îndeplinirea misiunii sale, Rocannon se retrage pe continentul sudic, alături de cei din Angyar și de o femeie iubitoare. Nouă ani mai târziu, când salvatorii Ligii sosesc în sfârșit (din cauza restricțiilor impuse de călătoria cu viteză subluminică), află că Rocannon a murit și a devenit parte a mitologiei.

### Cuprins
- Prolog - Colierul
- Partea întâi - Lordul stelelor
- Partea a doua - Rătăcitorul
- Epilog

## Semnificație literară și opinii critice
Lumea lui Rocannon, împreună cu cele două continuări ale sale, combină ideile noului val SF britanic cu reperele americane consacrate ale genului și cu interesul manifestat de Le Guin pentru antropologie, rezultând o poveste despre pierdere, prietenie, izolare, mântuire și iubire.
Un erudit SF atrage atenția asupra faptului că Lumea lui Rocannon, împreună cu Planeta exilului și Orașul iluziilor, prezintă lupta unui scriitor aflat la început de drum de a stabili un cadru plauzibil, memorabil și inovator pentru textele sale. Temele folosite în Lumea lui Rocannon se apropie de cele din literatura fantasy, cu Argilienii care amintesc de pitici și Fiia de elfi, mai ales în modul de a vorbi. În plus, romanul este considerat un fantasy mascat în care creaturile legendare sunt asociate ușor de către cititor unor ființe dintr-o lume viitoare.
Robert Silverberg a descris romanul ca fiind „o operă spațială de calitate, un divertisment adevărat... scurtă, cu un ritm vioi, inventivă și literară”.

## Istoria publicării
Lumea lui Rocannon a fost publicată inițial fără introducere, Le Guin scriind-o pe aceasta abia pentru ediția cartonată apărută în 1977 la Harper & Row. Romanul a fost inclus într-o ediție omnibus alături de Planeta exilului și Orașul iluziilor, întâi într-un volum din 1978 intitulat Three Hainish Novels, apoi într-un alt volum, apărut în 1996 și intitulat Worlds of Exile and Illusion.

## Traduceri în limba română
- 1989-nov. - Lumea lui Rocannon, în revista Orion Orfeu - 4, traducere Mihai-Dan Pavelescu[6]
- 1990 - Lumea lui Rocannon, ed. Orion, 156 pag., traducere Mihai-Dan Pavelescu
- 2006 - Lumea lui Rocannon, ed. Nemira, 160 pag., traducere Mihai-Dan Pavelescu, ISBN 978-973-569-878-2
- 2015 - Orașul iluziilor, ed. Nemira, 432 pag., traducere Mihai-Dan Pavelescu, ISBN 978-606-579-969-1